# Laurence Le Vert
Laurence Le Vert, née le 19 février 1951  à Neuilly-sur-Seine (Seine), est une magistrate française. Elle est juge d'instruction chargée des dossiers de terrorisme entre 1990 et sa retraite en 2016.

## Biographie
Elle arrive au tribunal de grande instance de Paris en mars 1987, à la 14e section du parquet, chargée des dossiers de terrorisme, puis devient juge d'instruction en 1990 sur les mêmes affaires, succédant à Gilles Boulouque,. Pendant longtemps, il n’y a que quatre juges spécialisés : Laurence Le Vert, Jean-François Ricard, Gilbert Thiel et Jean-Louis Bruguière.
Elle est nommée première juge d'instruction au tribunal de grande instance de Paris, puis première vice-présidente chargée de l'instruction le 15 juillet 2008.
Elle prend sa retraite le 30 juin 2016.
Elle est militante de l’Association professionnelle des magistrats.

## Affaires
Laurence Le Vert est ou était la juge chargée des « affaires » basques, bretonnes et corses, notamment l'assassinat de Claude Érignac en 1998.
Elle s’est occupée de l’instruction de certains des attentats de 1995 : celui du 17 août, des 3 et 4 septembre.
En septembre 2007, c'est elle qui a ordonné l'arrestation et/ou l'incarcération de plusieurs militants du monde associatif abertzale (patriote) du Pays basque Nord, officiellement pour être en relation avec l'« affaire Ducasse » (le complexe hôtelier du chef Alain Ducasse avait été la cible d'attentats à Bidarrai).

## Décoration
Chevalier de l'ordre national de la Légion d'honneur depuis le 26 juin 2003, elle est promue au grade d'officier le 30 décembre 2017.

## Pour approfondir